# Nevacolima jaliscoensis
Nevacolima jaliscoensis är en fjärilsart som beskrevs av Herbert H. Neunzig 1994. Nevacolima jaliscoensis ingår i släktet Nevacolima och familjen mott. Inga underarter finns listade i Catalogue of Life.